# 이현애
이현애(1984년 10월 12일 ~)는 대한민국의 여자 성우이다. 2016년에 KBS 공채 41기 성우로 입사하였다. 한국방송 성우극회 소속.

## 주요 출연작품

### 라디오

#### KBS
뮤직 플러스 (KBS 해피FM)
- 2017.09.10~2017.11.19 <뮤직 플러스> 진행

소설극장 (KBS 3라디오)
- 2016.05.20 ~ 2016.06.27 강태식 作 <굿바이 동물원>
- 2017.01.19 ~ 2017.03.12 기욤 뮈소 作 <내일> (엠마 로벤스타인)
- 2017.05.10 ~ 2017.06.11 김호연 <나무옆의자> - 한채연
- 2017.09.02 ~ 2017.10.25 정아은 <잠실동 사람들> - 지환 엄마
- 2017.10.26 ~ 2017.11.24 윤병룡 <에스코트 주식회사> - 오해정
- 2017.11.25 ~ 이재익 <노벰버 레인> - 준희

KBS 무대 (KBS 한민족방송)
- 2016.03.12 <곡예사의 첫사랑> (안내양)
- 2016.04.02 <엘리트 학원 구하기> (행인2)
- 2016.04.30 <아르바론 몬살리나> (선생님)
- 2016.05.07 <위대한 이혼식> (여자3)
- 2016.05.21 <바담 풍, 바람 퐁> (진행자)
- 2016.06.11 <무능경찰 김반장> (안내원)
- 2016.06.18 <위험한 아이> (선생님)
- 2016.07.06 <바람이 분다> (강민아)
- 2016.07.16 <관계자 출입금지> (손님1)
- 2016.09.24 <유성우 떨어지는 밤> (헬스직원)
- 2016.10.22 <아버지를 찾아서> (여도우미)
- 2016.11.26 <별이 빛나는 밤에> (여자)
- 2016.12.24 <나의 오리지날 짝퉁> (나희)
- 2016.12.31 <2라운드, BOX!> (꼬맹이2)
- 2017.01.07 <천국의 주파수> (주민2)
- 2017.01.21 <카모마일 차를 마시는 밤> (라디오DJ)
- 2017.01.28 <꺼지지 않는 TV> (희진)
- 2017.02.05 <한달만 사랑할게> (간호사)
- 2017.02.18 <마스커레이드> (윤미진)
- 2017.02.25 <탈퇴하시겠습니까?> (아나운서)
- 2017.03.11 <카페W> (오대표)
- 2017.04.22 <화성행 편도 티켓> - 여자 3
- 2017.06.10 <앓던 이 빠지던 날> - 나여사
- 2017.07.15 <살림의 명수> - 영주모
- 2017.08.12/2017.08.19 <조율> - 한인친구 1
- 2017.08.26 <달빛웅덩이> - 안내방송
- 2017.09.02 <단내살이> - 여직원 2
- 2017.09.09 <그렇게 아이가 자란다> - 며느리
- 2017.09.30 <옷 입는 여자> - 할머니 1
- 2017.10.14 <갑을 위한 변명> - 민영
- 2017.10.21 <지리산 감사탕> - 하랑
- 2017.11.04 <봄날은 간다> - 백승화
- 2017.11.11 <비연애주의자 고혜진> - 앵커
- 2017.11.18 <당신을 위한 티켓> - 나리

라디오 문학관 (KBS 한민족방송)
- 2016.03.13 김저운 作 <개는 어떻게 꿈꾸는가> (여주인)
- 2016.04.03 박황 作 <해우> (아내)
- 2016.04.10 성은영 作 <귀향의 끝> (외산댁)
- 2017.01.01 김금희 作 <체스의 모든 것> (학생3)
- 2017.01.08 김애란 作 <어디로 가고 싶으신가요> (시어머니)
- 2017.01.15 김민주 作 <너의 목소리> (승객1)
- 2017.01.29 이서진 作 <아내의 정원수> (아낙/앵무새)
- 2017.02.05 권제훈 作 <박스> (아주머니)
- 2017.03.05 윤고은 作 <부루마불에 평양이 있다면> (성우(女))
- 2017.03.12 이지명 作 <금덩이 이야기> (간부2)
- 2017.03.19 곽문완 作 <코뿔소년> (지애)
- 2017.04.02 김종광 <학생댁 유씨씨> - 여자 성우
- 2017.04.16 홍지화 <왕년의 한 스타의 죽음> - 여기자
- 2017.04.30 안지용 <결혼 자격 시험> - 여자 성우
- 2017.06.04 윤승희 <스위치> - 점원 2
- 2017.06.25 서미애 <장미정원의 가족 사진> - 딸
- 2017.07.09 장우석 <대결> - 유창희
- 2017.07.16 김재성 <골유화> - 백효영
- 2017.07.30 윤자영 <피 그리고 복수> - 해설
- 2017.08.20 백수린 <여행의 끝> - 승무원 2
- 2017.08.27 이월성 <엘리베티어의 갇힌 사람들> - 아이
- 2017.09.03 이건혁 <피코> - 세모나
- 2017.11.05 권여선 <손톱> - 여자 성우
- 2017.11.12 조미녀 <파파라치 가족> - 아줌마

라디오 극장 (KBS 한민족방송)
- 2016.05.01 ~ 2016.05.31 정유정 作 <내 심장을 쏴라>
- 2016.08.01 ~ 2016.08.31 김종일 作 <몸 - 에피소드 7 : 귀 / 에피소드 8 : 손>
- 2016.11.01 ~ 2016.11.30 이유선 作 <오버 더 힐파티>
- 2016.12.01 ~ 2016.12.31 김범 作 <공부해서 너 가져> (순영/중년엄마)
- 2017.01.01 ~ 2017.01.31 손선영 作 <이웃집 두 남자가 수상하다> (간호사)
- 2017.02.01 ~ 2017.02.28 정규웅 作 <붉은 꽃, 나혜석> (사토 리에/할머니/시누이)
- 2017.03.01 ~ 2017.03.31 정길연 作 <달리는 남자 걷는 여자> (현주)
- 2017.05.01 ~ 2017.05.31 황현경 <달빛 연인> - 달래
- 2017.06.01 ~ 2017.06.30 구상희 <마녀식당으로 어서오세요> - 선미
- 2017.07.01 ~ 2017.07.31 박연선 <여름 어디선가 시체가> - 단역
- 2017.08.01 ~ 2017.08.31 심채천 <나의 토익 만점 수기> - 강사/앵커
- 2017.09.01 ~ 2017.09.30 유영민 <헬로 바바리맨> - 미정
- 2017.11.01 ~ 2017.11.30 이동원 <완벽한 인생> - 청장부인 / 진상녀

다큐멘터리 역사를 찾아서 (KBS 라디오)
- 2016.05.29 <제605편 환관 김처선> (처선 妻)
- 2016.07.03 <제610편 기생 장녹수, 후궁이 되다> (여자3)
- 2016.07.24 <제613편 연산군, 시를 사랑한 폭군> (박씨)
- 2016.08.28 <제618편 미약한 왕권, 꼬리를 무는 옥사(獄事)> (여자2)
- 2017.02.26 <제644편 경빈 박 씨와 「작서의 변」> (경빈박씨)

와이파이 초한지 (KBS 라디오)
- 2016.05.11 <3화> (기자)
- 2016.05.13 <5화> (미인1)
- 2016.05.24 <12화> (시녀)
- 2016.05.26 <14화> (시녀)
- 2016.06.02 <19화> (여형사)
- 2016.06.24 <35화> (여기자)
- 2016.07.12 <47화> (청소부)
- 2016.07.15 <50화> (여자3)
- 2016.07.21 <54화> (여자3)
- 2016.08.05 <65화> (여자2)
- 2016.08.25 <79화> (여자1)
- 2016.09.12 <91화> (시녀2)
- 2016.09.28 <103화> (여자1)
- 2016.10.12 <113화> (군사)
- 2016.10.14 <115화> (군사)
- 2016.10.24 <121화> (군사2)
- 2016.11.02 <128화> (여자1)
- 2016.11.09 <133화> (아나운서)
- 2016.11.23 <143화> (목격자1)
- 2016.11.29 <147화> (비서)
- 2016.12.16 <160화> (부장2)
- 2016.12.20 <162화> (안내)
- 2016.12.29 <169화> (부장2)
- 2016.12.30 <170화> (여자1)
- 2017.01.10 <177화> (밀정)
- 2017.01.13 <180화> (캐스터1)
- 2017.02.01 <193화> (장군1/장군2)
- 2017.02.09 <199화> (장군1)
- 2017.02.14 <202화> (장군)
- 2017.03.01 <212화> (앵커)
- 2017.03.13 <220화> (군사2)
- 2017.03.14 <221화> (군사4)
- 2017.03.29 <232화> (원로)

## 같이 보기
- 한국방송 성우극회